# Ananas sagenaria
Espèce
Classification phylogénétique
Ananas sagenaria est une espèce de plantes à fleurs de la famille des Bromeliaceae.

## Synonymes
- Ananas macrodontes E.Morren[2] ;
- Ananas microcephalus Bertoni[2] ;
- Ananas silvestris (Vell.) F.J.Müll.[2] ;
- Bromelia sagenaria Arruda[2] ;
- Bromelia silvestris Vell.[2] ;
- Pseudananas macrodontes (E.Morren) Harms[2] ;
- Pseudananas sagenarius (Arruda) Camargo[2].

## Distribution
L'espèce est présente en Argentine, en Bolivie, au Brésil, en Équateur et au Paraguay.

## Description
L'espèce est hémicryptophyte.